# Ricardo Grigore
Ricardo Florin Grigore (ur. 7 kwietnia 1999 w Bukareszcie) – rumuński piłkarz, grający na pozycji obrońcy. W sezonie 2022/2023 zawodnik FC U Craiova. Młodzieżowy i seniorski reprezentant kraju.

## Kariera klubowa

### Pierwsze występy (2017–2018)
Wychowanek FC Dinama Bukareszt, do pierwszego zespołu trafił w 2017 roku.
Debiut zaliczył 3 kwietnia 2018 roku w meczu przeciwko FC Botosani, wygranym 0:1, wchodząc na ostatnią minutę. Pierwszego gola strzelił 23 maja w meczu przeciwko FC Voluntari, wygranym 2:0. Do siatki trafił w 76. minucie. W swoim pierwszym sezonie zagrał 6 spotkań i strzelił gola.
Pierwszą asystę zaliczył 15 grudnia 2018 roku w meczu przeciwko Universitatea Craiova, wygranym 3:0. Asystował przy golu w 30. minucie. W swoim drugim sezonie zagrał 26 meczów, strzelił gola i miał asystę.

### Dalsza kariera (2018–)
W sezonie 2019/2020 zagrał 18 spotkań, zdobył 2 gole i miał tyle samo asyst.
W sezonie 2020/2021 zagrał w 20 meczach i strzelił gola.
W sezonie 2021/2022 zagrał 17 meczów i zaliczył asystę.
Łącznie zagrał 87 meczów, strzelił 5 goli i miał 4 asysty.

## Kariera reprezentacyjna

### Reprezentacje młodzieżowe
W kadrze U-18 zagrał 2 mecze.
W reprezentacji U-19 też zagrał 2 mecze.
W kadrze do lat 21 zagrał 5 meczów.
W reprezentacji do lat 23 zagrał (do 28 stycznia 2022 roku) 2 mecze.

### Reprezentacja seniorska
Zagrał 3 mecze na igrzyskach olimpijskich.